# Rue Baillet
Rue Baillet är en gata i Quartier Saint-Germain-l'Auxerrois i Paris första arrondissement. Gatans namn är av oklart ursprung. Rue Baillet börjar vid Rue de la Monnaie 21 och slutar vid Rue de l'Arbre-Sec 22.

## Bilder
| - Gatuskylt. - Rue de l'Arbre-Sec. - Fontaine de la Croix-du-Trahoir. |

## Omgivningar
- Saint-Germain-l'Auxerrois
- Louvren
- Impasse des Provençaux
- Rue de l'Arbre-Sec
- Rue de la Monnaie
- Rue des Prêtres-Saint-Germain-l'Auxerrois
- Place de l'École
- Fontaine de la Croix-du-Trahoir

### Webbkällor
- ”Rue Baillet”. Mairie de Paris. https://web.archive.org/web/20160303221306/http://www.v2asp.paris.fr/commun/v2asp/v2/nomenclature_voies/Voieactu/0617.nom.htm. Läst 27 september 2023.
- ”Rue Baillet (1er arrondissement)”. Les rues de Paris. https://web.archive.org/web/20190915014617/http://www.parisrues.com/rues01/paris-01-rue-baillet.html. Läst 27 september 2023.